# Draperia systyla
Draperia systyla là loài thực vật có hoa trong họ Mồ hôi. Loài này được (A.Gray) Torr. mô tả khoa học đầu tiên năm 1868.